# Кадындаръелга
Кадындаръелга (Катанаяр-Елга) — река в России, протекает по Республике Башкортостан и Челябинской области. Исток в Нязепетровском районе Челябинской области, протекает по границе с Башкортостаном. Устье реки находится в 98 км по левому берегу реки Большой Ик. Длина реки составляет 12 км.

## Данные водного реестра
По данным государственного водного реестра России, относится к Камскому бассейновому округу, водохозяйственный участок реки — Ай от истока и до устья, речной подбассейн реки — Белая. Речной бассейн реки — Кама.
Код объекта в государственном водном реестре — 10010201012111100022419.